# Subnetwork Access Protocol
Для усунення розбіжностей в кодуванні типів протоколів, сполучення яких вкладенні в поле даних кадрів Ethernet, комітетом 802.2 була проведена робота з подальшої стандартизації кадрів Ethernet. В результаті з'явився кадр Ethernet SNAP (SubNetwork Access Protocol - протокол доступу до підмереж). Кадр Ethernet SNAP являє собою розширення кадру 802.3/LLC за рахунок введення додаткового заголовку протоколу SNAP, що складається з двох полів: OUI та типу. Поле типу складається з 2 байт і повторює за форматом та призначенням поле типу кадру Ethernet II (тобто в ньому використовуються ті ж значення кодів протоколів). Поле OUI визначає організаційно унікальний ідентифікатор - тобто ідентифікатор організації, яка контролює коди протоколів в поле типу. За допомогою SNAP досягнута сумісність з кодами протоколів в кадрах Ethernet II, а також створена універсальна схема кодування протоколів. Коди протоколів для технологій 802 контролює організація IEEE, ідентифікатор OUI якої дорівнює 000000. Якщо в майбутньому знадобляться інші коди протоколів для якої-небудь іншої технології, для цього достатньо буде вказати інший ідентифікатор організації, а старі значення кодів залишаться в поєднанні з іншим ідентифікатором OUI. 
Оскільки SNAP являє собою протокол, вкладений в протокол LLC, то в полях DSAP та SSAP записується код 0хАА, відведений для протоколу SNAP. В полі заголовку LLC встановлюється значення 0х03, що відповідає використанню ненумерованих кадрів.
Заголовок SNAP є доповненням до заголовку LLC, тому він допустимий не тільки в кадрах Ethernet, але і в кадрах інших технологій комітету 802. Наприклад, протокол IP  завжди використовує структуру заголовків LLC/SNAP при інкапсуляції в кадри всіх протоколів локальної мережі.